# Escharella gilsoni
Escharella gilsoni is een mosdiertjessoort uit de familie van de Escharellidae. De wetenschappelijke naam van de soort is voor het eerst geldig gepubliceerd in 2006 door De Blauwe.